# Isobel Lilian Gloag
Isobel Lilian Gloag (Londra, 1º agosto 1865 – Londra, 5 gennaio 1917) è stata una pittrice inglese.

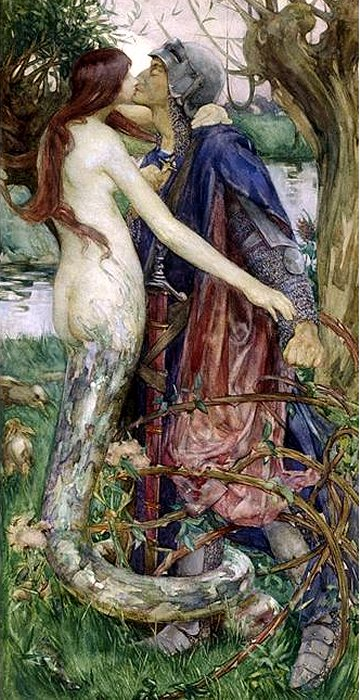
Il cavaliere e la sirena, 1890 circa

È nota per le sue opere ad olio o acquerello e per aver realizzato dei disegni per delle vetrate.

## Biografia

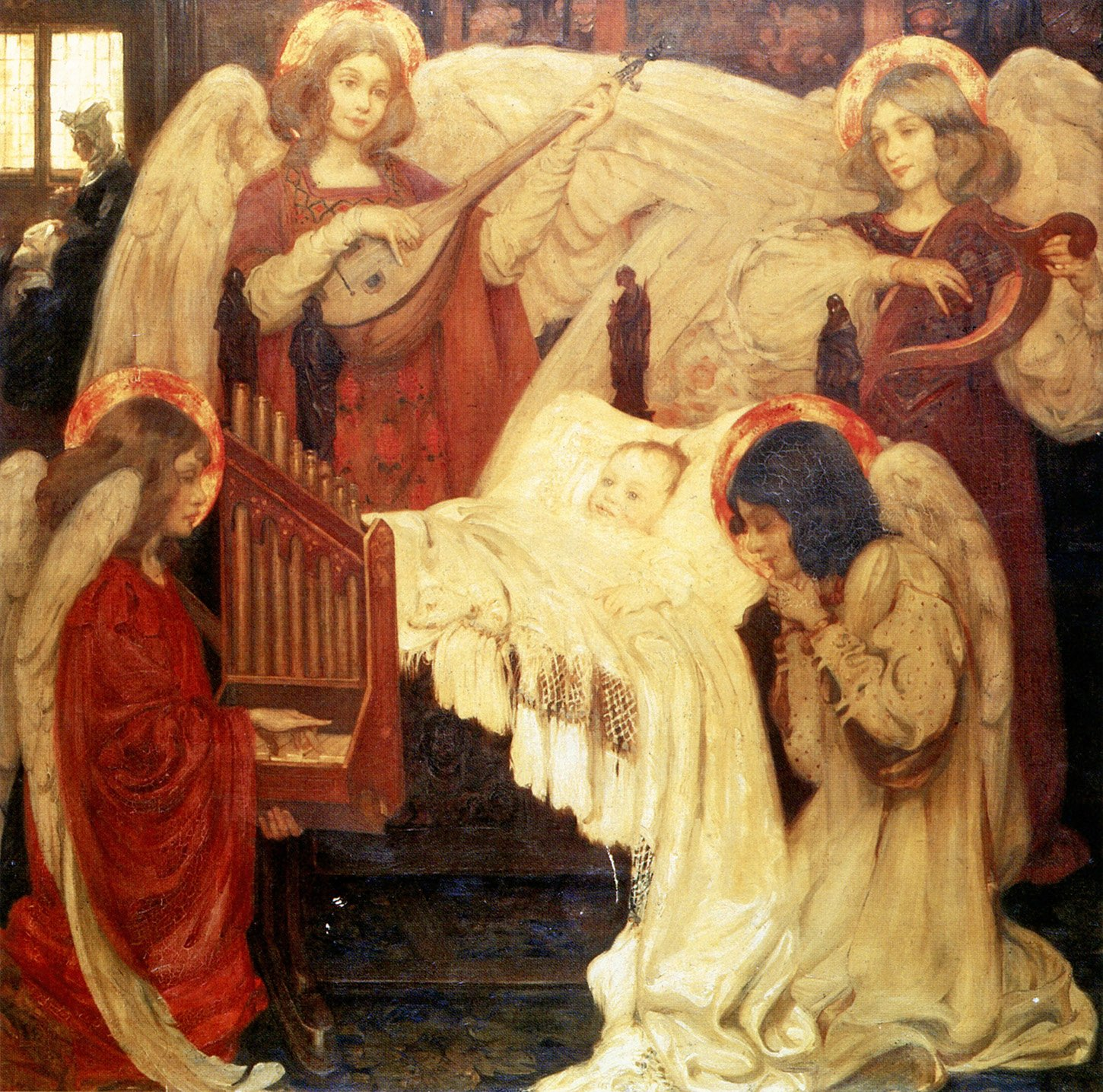
Four corners to my bed, 1901 circa

Gloag nacque a Londra ed era la figlia di una coppia scozzese provenienti dal Perthshire. Si formò inizialmente presso la scuola d'arte di St. John's Wood e poi continuò gli studi alla scuola di belle arti Slade. I problemi di salute la costrinsero a lasciare lo studio regolare e a entrare nello studio per l'istruzione privata di M.W. Ridley. Dopo degli ulteriori studi presso Raphaël Collin a Parigi, Isobel ritornò a Londra e le sue opere vennero accettate all'Accademia reale d'arte, dove espose diciannove tele. In seguito ella venne eletta membro dell'Istituto Reale dei Pittori ad olio e della Nuova Società degli Acquerellisti. Le sue primissime opere si ispirano al lavoro dei preraffaelliti, mentre quelle tardive sono più moderne, e i suoi quadri sono stati definiti degli esempi di estetismo post-vittoriano. Isobel Lilian Gloag si occupò anche di realizzare dei disegni preparativi per le vetrate di Mary Lowndes (come quelle della chiesa di Santa Maria a Sturminster Newton). Il 5 gennaio 1917, dopo aver sofferto di problemi di salute per tutta la vita, Gloag si spense a Londra all'età di 51 anni. Alcune sue opere erano state esposte in una mostra alle gallerie Grafton di Londra.

## Temi

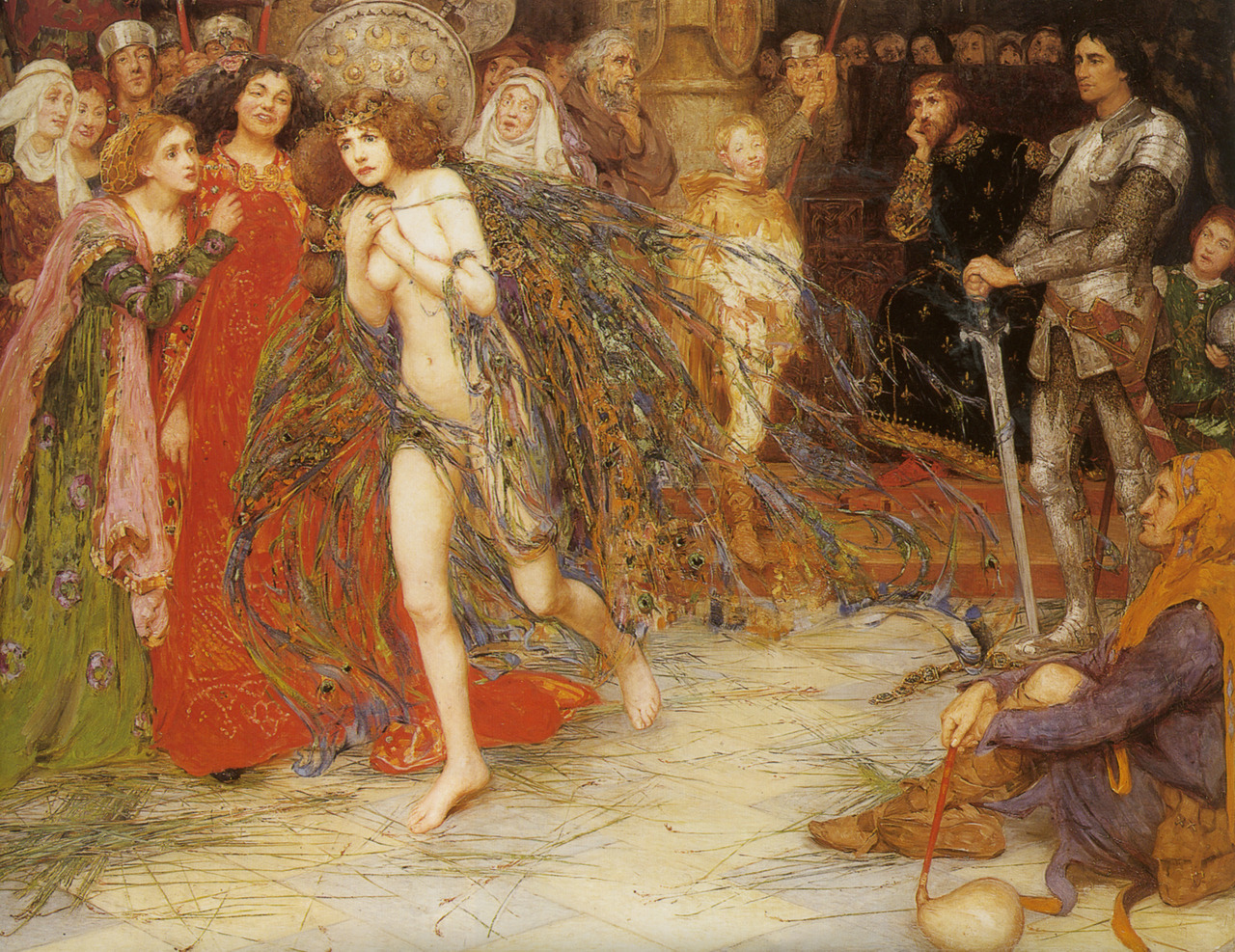
Il mantello magico, 1898

Molte opere di Isobel Lilian Gloag si rifanno a ballate o poesie della letteratura inglese: l'acquerello Il cavaliere e la sirena (The Knight and the Mermaid) o Il bacio dell'incantatrice (The Kiss of the Enchantress), per esempio, si ispira alla poesia Lamia di John Keats. La donna serpentina viene raffigurata mentre bacia un cavaliere e avvolge le sue gambe con la sua coda. Four corners to my bed si ispira a una filastrocca inglese e raffigura quattro angeli a guardia di un neonato. Il dipinto ad olio Il mantello magico (The Magic Mantle) è ispirato a una delle ballate di Child e ritrae una donna che indossa un mantello che si riduce magicamente a brandelli in quanto non può essere indossato da una donna infedele.

## Opere

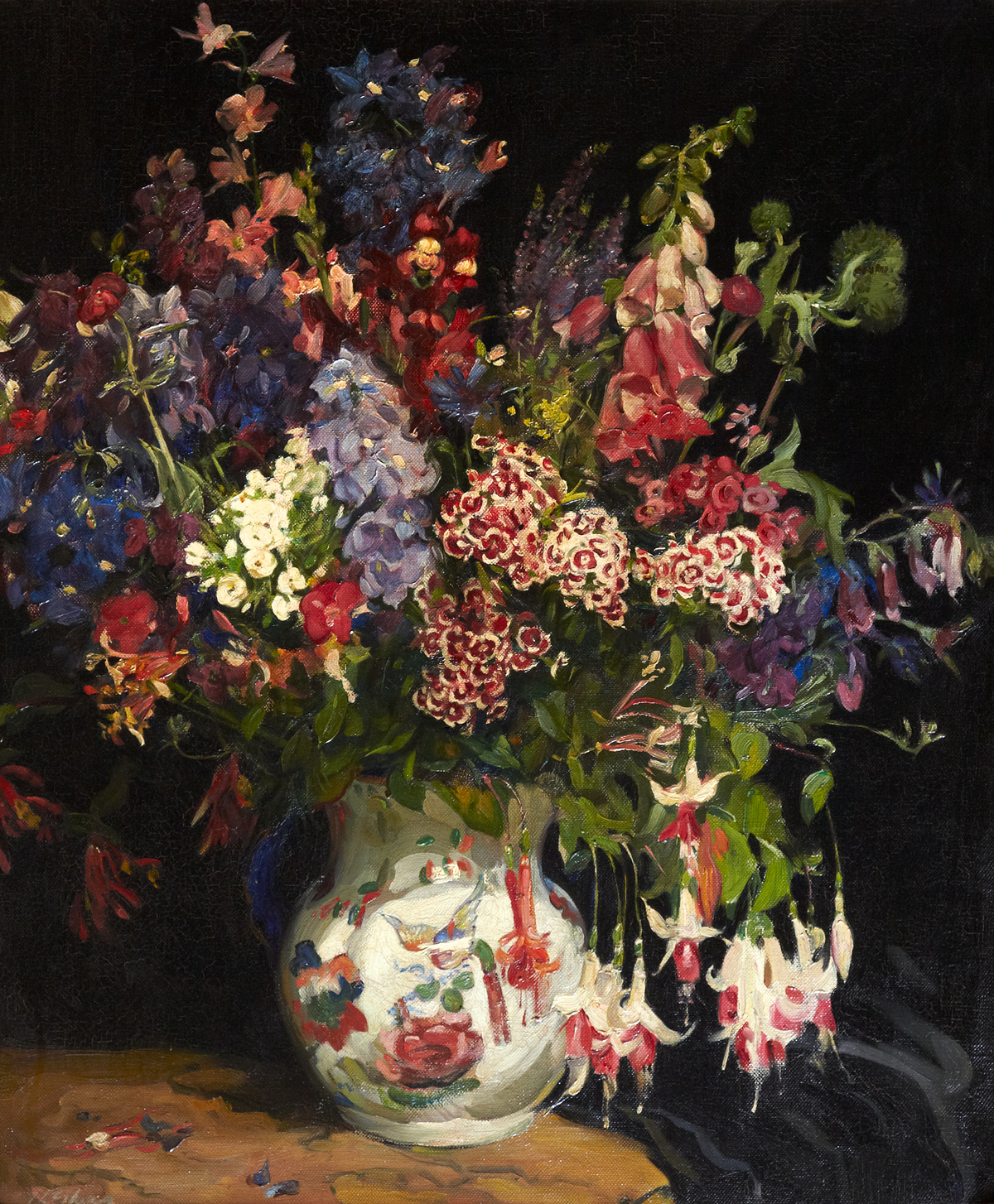
Mazzo di fiori, 1916

- Il cavaliere e la sirena (1890 circa)
- Il mantello magico (1898)
- Four corners to my bed (1901 circa)
- Raperonzolo (1902)
- Rosmunda (1902)
- Baccante e fauni (1902-1912 circa)
- Pene d'amor perdute (1907)
- La scelta (1913)
- Mazzo di fiori (1916)
- East and West (ante 1916)
- Ming (ante 1916)